# یاتیمادورا
یاتیمادورا (به لاتین: Yatimadura) یک منطقهٔ مسکونی در سری‌لانکا است که در استان مرکزی (سری‌لانکا) واقع شده‌است.